# Sulutör
Sulutör (kasachisch Сұлутөр und russisch Сулутор Sulutor; bis 2022 Prigorodnoje) ist ein Ort im Südosten des Gebietes Schambyl in Kasachstan.

## Geografie
Sulutör liegt im Süden Kasachstans im Gebiet Schambyl und gehört zum Audan Schambyl. Der Ort grenzt direkt an das Stadtgebiet von Taras, der Hauptstadt des Gebietes Schambyl, und befindet sich etwa sechs Kilometer südlich des Stadtzentrums. Die Grenze zu Kirgisistan ist nur fünf Kilometer entfernt. Östlich und westlich des Ortes erheben sich bereits die Ausläufer des Kirgisischen Gebirges.
Das Klima in Sulutör ist ein sommerheißes trockenes Kontinentalklima. Die Jahresdurchschnittstemperatur liegt bei etwa 11 °C, im Durchschnitt fallen im Jahr etwa mehr als 400 Millimeter Niederschlag. Die Sommer sind warm und angenehm mit wenig Niederschlag. Der Juli ist der wärmste Monat des Jahres, die durchschnittlichen Temperaturen liegen dann bei 26 °C. Der Januar ist mit einer durchschnittlichen Temperatur von −3 °C der kälteste Monat. Ein Großteil der Niederschlagsmenge fällt im Winter und Frühling.

## Geschichte
Der Ort wurde am 29. Juli 2022 in Sulutör umbenannt; bis dahin trug er den Namen Prigorodnoje (Пригородное).

## Bevölkerung
Bei der Volkszählung 1999 wurde für Sulutör eine Einwohnerzahl von 3586 Menschen angegeben. Bei der Volkszählung im Jahr 2009 hatte der Ort 4500 Einwohner. Bei der letzten Volkszählung 2021 lebten 6165 Menschen in Sulutör.
| Einwohnerentwicklung               | Einwohnerentwicklung | Einwohnerentwicklung | Einwohnerentwicklung |
| 1989                               | 1999                 | 2009                 | 2021                 |
| ---------------------------------- | -------------------- | -------------------- | -------------------- |
| 2945                               | 3586                 | 4500                 | 6165                 |
| Anmerkung: Volkszählungsergebnisse |                      |                      |                      |